# Индуизм в Пакистане
Индуизм в Пакистане исповедуют порядка 7 000 000 человек, большинство из них проживает в провинции Синд.

## История
В Синде индуисты раньше составляли большинство, но после эмиграции в провинцию арабов, персов и турок — ислам занял доминирующее положение среди религий Синда. До раздела Британской Индии в 1947 году четверть населения провинции Синд исповедовало индуизм, но после религиозных столкновений в Северо-Западной пограничной провинции и в Пенджабе большинство пакистанских индуистов были вынуждены бежать в Индию. Индуисты Синда тоже присоединились к миграции опасаясь, что насилие может распространиться и на их провинцию. В конце 1948 года большинство из них оставили Синд и поселились в индийском штате Раджастхан, городах Дели и Бомбее.

## Расселение
Индуисты в Пакистане являются религиозным меньшинством, подавляющее большинство пакистанцев исповедует ислам. Индуисты проживают в основном в городских районах провинции Синд в нижней долине Инда и более половины из них сосредоточены в юго-восточном округе Тхарпаркар который граничит с Индией. По большей части индуисты в Пакистане хорошо образованы и занимаются трудовой деятельностью в области коммерции, торговли и государственной службы.
Примерно 94 процентов пакистанских индуистов проживают в провинции Синд, более чем 4 процента живут в провинции Пенджаб, небольшая часть индуистов живёт в Белуджистане и Хайбер-Пахтунхве.

## Численность
Индуисты составляют 5,5 % от всего населения Пакистана. В провинции Синд индуисты составляют 17 % населения. В Белуджистане чуть больше чем 1 % населения исповедует индуизм, а в Пенджабе и Хайбер-Пахтунхве — менее 1 %.